# Museum der Sowjetbesatzung

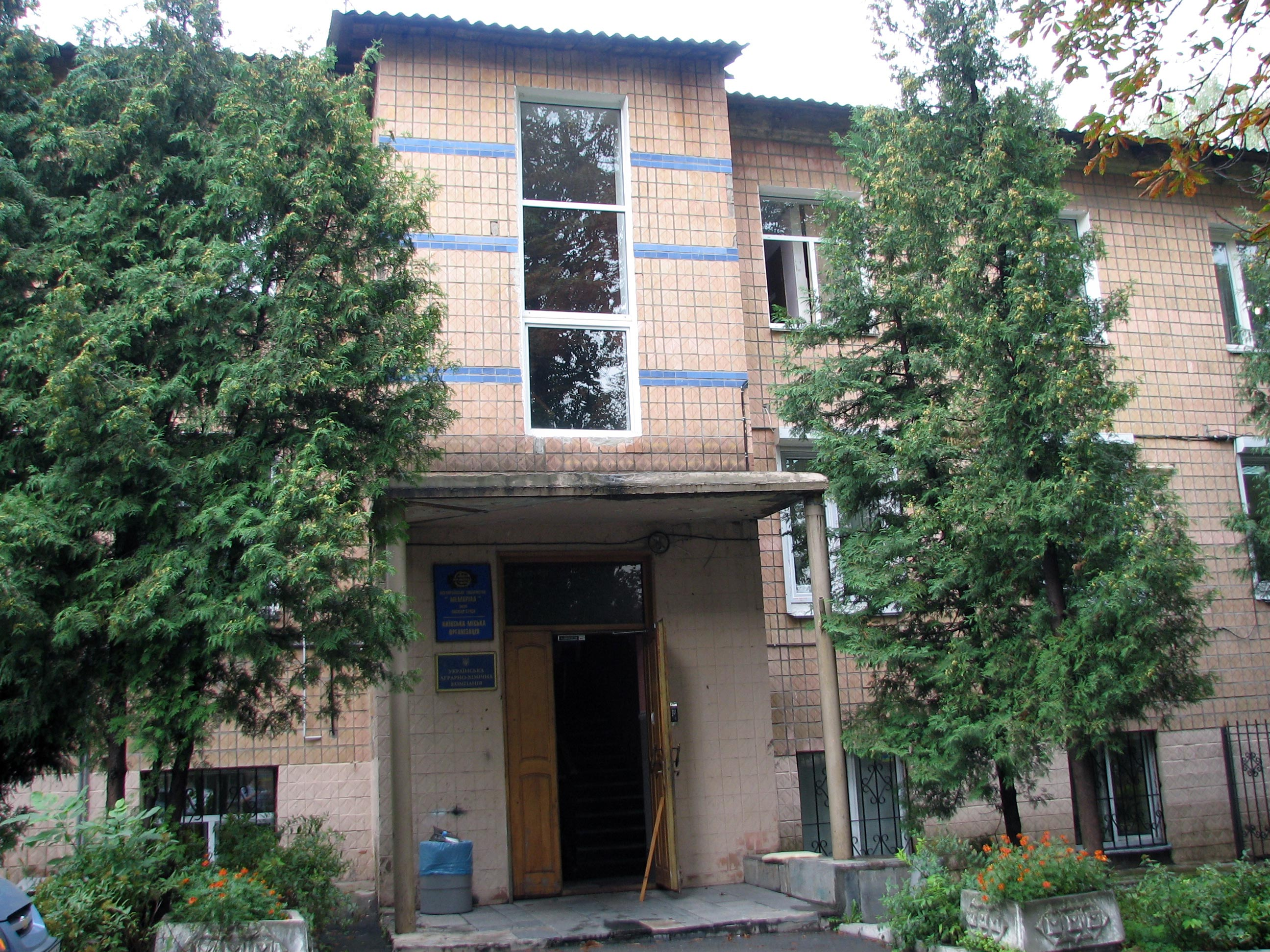
Museum der Sowjetbesatzung in Kiew

Das Museum der Sowjetbesatzung (ukrainisch Музей радянської окупації) ist ein privates historisches Museum in der ukrainischen Hauptstadt Kiew. Es liegt im Stadtteil Holossijiw.

## Geschichte
Das kleine Museum wurde 2001 als Gedächtnisort gegründet, um an Geschehnisse während der Zeit von 1919 bis 1991 zu erinnern, als Kiew mit einem großen Teil der heutigen Ukraine im Gebiet der Ukrainischen Sozialistischen Sowjetrepublik lag, die ihrerseits seit 1922 eine der fünfzehn Unionsrepubliken der Sowjetunion war. Der Umfang des Territoriums der Ukrainischen Sozialistischen Sowjetrepublik veränderte sich im Laufe der Zeit beträchtlich und ihre Geschichte wurde durch die deutsche Besatzungszeit von 19141 bis 1944 unterbrochen.
Das Museum der Sowjetbesatzung wurde von einer ukrainischen Gruppe der Menschenrechtsorganisation Memorial eingerichtet, von der andere Zweiggruppen auch in Georgien, Litauen und Lettland ähnliche Institutionen zur Erinnerung an die Opfer des Stalinismus schufen. Aus der Sicht von Memorial wird die ehemalige Sowjetverwaltung als Unrechtsregime aufgefasst und ihre Herrschaft deshalb als Besatzung bezeichnet.
Das Museum besitzt eine thematische Bibliothek und ist wie die andern Projekte von Memorial ein zeitgeschichtliches Dokumentationszentrum.

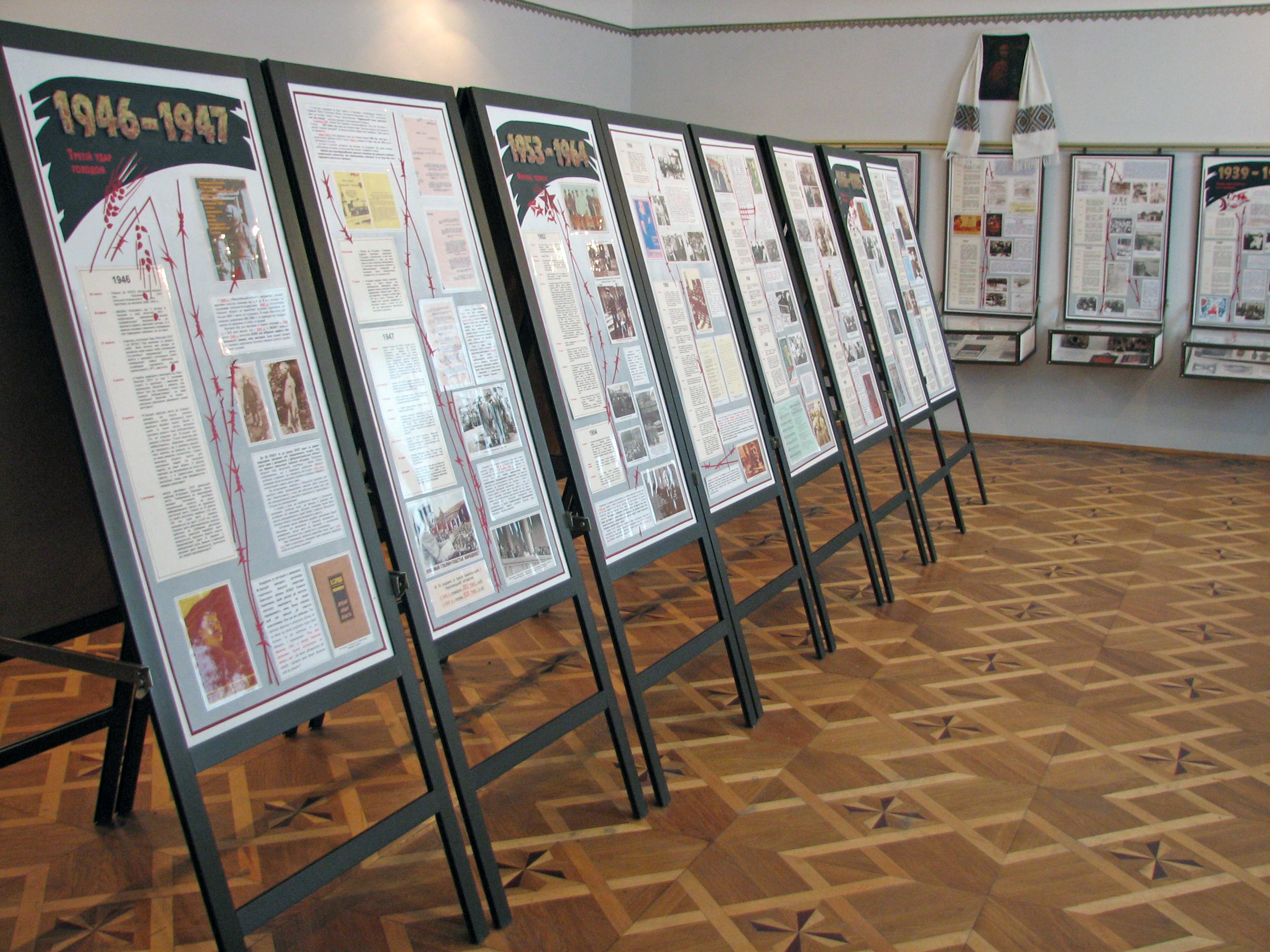
Ausstellung im „Museum der Sowjetbesatzung“ in Kiew

Der ukrainische Zweig von Memorial pflegt unter anderem das Gedächtnis an den Dichter und Dissidenten Wassyl Stus (1938–1985), einem Opfer der Diktatur in der Sowjetunion. Die Aktivitäten der Organisation begannen 2001 mit einer Sonderausstellung über die sowjetische Verfolgung ukrainischer Autonomiebefürworter wie Stus. Daraus entstand mit der Zeit eine dauerhaft eingerichtete Ausstellung, die 2007 den Namen „Museum der Sowjetbesatzung“ erhielt.
Besondere im Museum dargestellte Themen sind zudem die Unterdrückung der ukrainischen Sprache durch die Sowjetbehörden, die Einrichtung von Konzentrationslagern für politische Gefangene und der „ukrainische Holocaust“ oder Holodomor von 1932 bis 1933, dem mehrere Millionen Menschen zum Opfer fielen und der seit der Protestbewegung des Euromaidan 2013–2014 in der Ukraine und in einigen andern Ländern als Völkermord gewertet wird.